# John Hay (1827-1916)
Pour les articles homonymes, voir John Hay.
John Hay, (23 août 1827 - 4 mai 1916) est un amiral de la Royal Navy et un homme politique. Après avoir participé en 1842 à la première guerre de l'opium, il débarque avec la brigade navale et prend part à la défense d'Eupatoria en novembre 1854 et au siège de Sébastopol au printemps 1855 pendant la guerre de Crimée. Il participe également à la bataille des forts de Taku en août 1860 pendant la seconde guerre de l'opium. En tant qu'homme politique, il est député de Wick et plus tard de Ripon. Il est envoyé en Méditerranée en juillet 1878 pour prendre le contrôle de Chypre et l'occuper conformément aux décisions prises au Congrès de Berlin. Dans une nomination hautement politique, il est nommé premier lord de la marine en mars 1886 lorsque le marquis de Ripon devient premier lord de l'amirauté, mais doit se retirer cinq mois plus tard lorsque le gouvernement libéral de William Gladstone quitte le pouvoir en août 1886.

## Début de carrière

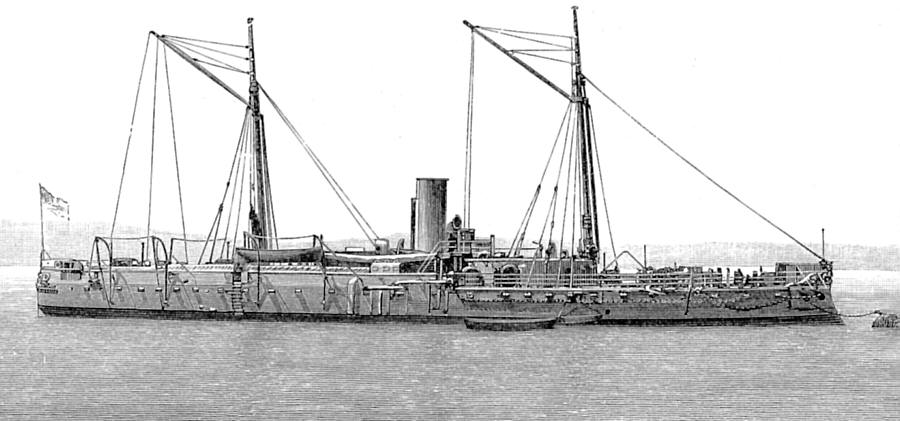
L'éperon que Hay a commandé

Né à Genève, Suisse, il est le quatrième fils de George Hay (8e marquis de Tweeddale) et Lady Susan Montagu (fille de William Montagu (5e duc de Manchester)). Il rejoint la Royal Navy en 1840 . Il est affecté sur le sixième classe HMS Vestal sur la station de Chine en 1842 et participe à la première guerre de l'opium. Promu lieutenant le 19 décembre 1846, il rejoint la frégate à vapeur HMS Spiteful à Woolwich ce mois-là avant de passer au second rang HMS Powerful de la flotte méditerranéenne en avril 1848 . Il est promu commandant le 28 août 1851 et reçoit le commandement du sloop HMS Wasp de la flotte méditerranéenne en août 1852; il débarque avec la brigade navale et prend part à la défense d'Eupatoria en novembre 1854 et au siège de Sébastopol au printemps 1855 pendant la guerre de Crimée. Il est blessé dans ce dernier engagement et est nommé dans la Légion d'honneur française et à l'Ordre turc de la Medjidie, 4e classe pour ses services en Crimée.
Promu capitaine - en reconnaissance de ses services à Eupatoria - le 27 novembre 1854 et, ayant été nommé compagnon de l'ordre du bain le 5 juillet 1855, Hay reçoit le commandement du HMS de cinquième rang Quatrièmement en décembre 1855 . Entrant en politique, il devient député libéral de Wick aux élections générales de 1857 et le reste jusqu'aux élections générales de 1859. De retour en mer, il devient capitaine de la frégate à aubes HMS Odin aux Indes orientales et dans la mer de Chine en septembre 1859 et participe à la bataille des forts de Taku en août 1860 pendant la Seconde guerre de l'opium. À partir de 1861, il sert de commodore aux Indes orientales et en mer de Chine.
Hay est élu député de Ripon en avril 1866  et sert comme lord civil de l'Amirauté jusqu'à ce que le gouvernement libéral tombe en juin 1866; il est Junior Naval Lord en décembre 1868 . Il démissionne de son siège au Parlement en février 1871 et reçoit le commandement de l'éperon HMS Hotspur .

## Commandement principal

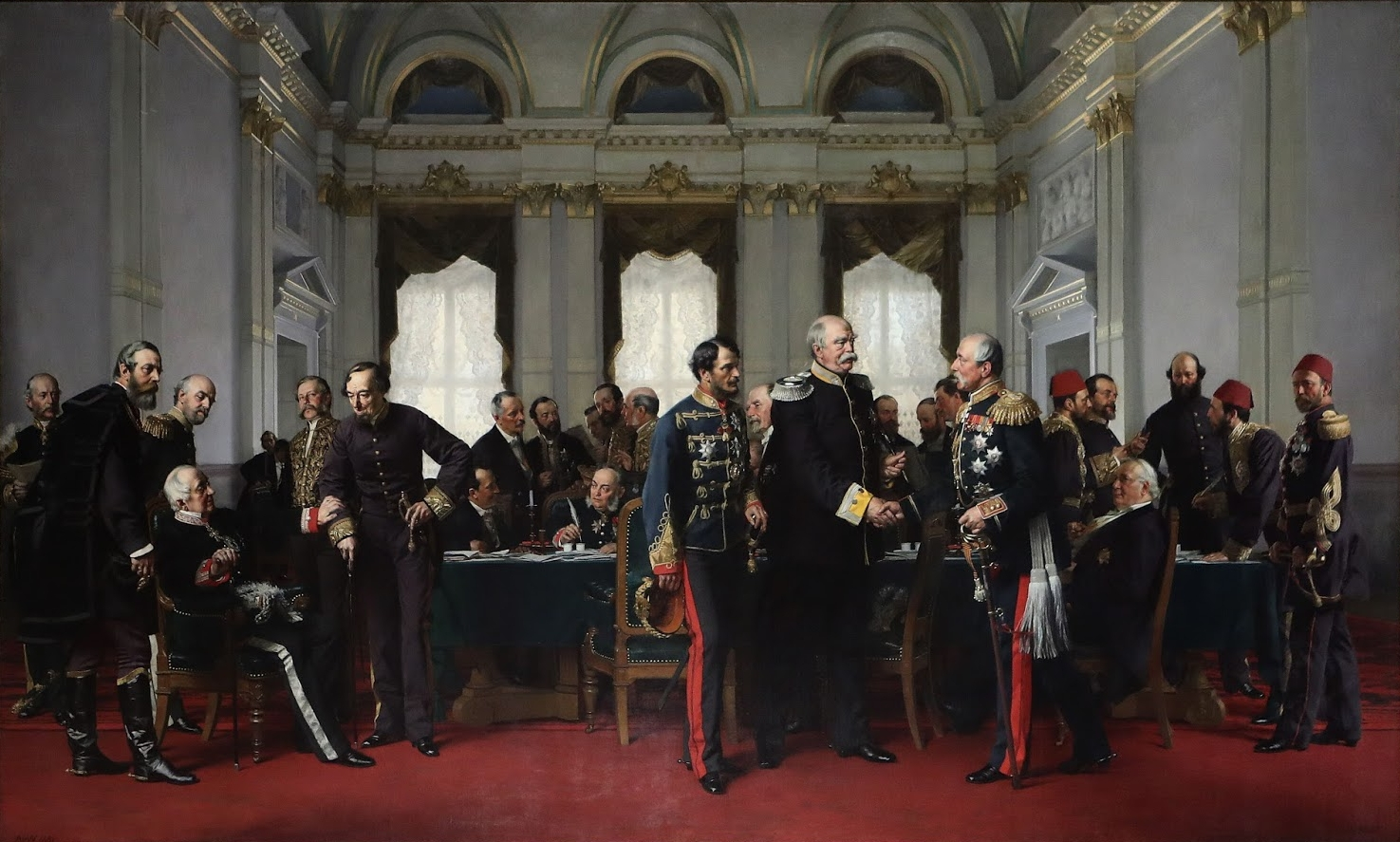
Le Congrès de Berlin : Lord John Hay est envoyé en Méditerranée pour prendre le contrôle de Chypre et l'occuper conformément aux décisions prises au Congrès.

Promu contre-amiral le 7 mai 1872, Hay devient commandant en second de l'escadron de la Manche en janvier 1875, hissant son drapeau dans le cuirassé cuirassé HMS Northumberland, puis le cuirassé HMS Black Prince, puis devient commandant en chef de l'escadron de la Manche, hissant son drapeau dans la frégate blindée HMS Minotaur, en novembre 1877. Promu vice-amiral le 31 décembre 1877, il est envoyé en Méditerranée en juillet 1878 pour prendre le contrôle de Chypre et l'occuper conformément aux décisions prises au Congrès de Berlin.
Hay devient le Second Naval Lord en avril 1880 et, ayant été avancé au rang de Chevalier Commandeur de l'Ordre du Bain le 24 mai 1881, il devient commandant en chef de la flotte méditerranéenne, hissant son drapeau dans le HMS Alexandra en février 1883 . Il est promu amiral le 8 juillet 1884 et, dans son rôle de commandant en chef, fournit le soutien à l'Expédition du Nil pour soulager le général de division Charles Gordon .
Lors d'une nomination hautement politique, Hay est nommé Premier Lord Naval en mars 1886 lorsque le marquis de Ripon devient Premier Lord de l'Amirauté, mais doit se retirer cinq mois plus tard lorsque le gouvernement libéral de William Gladstone tombe en août 1886. Il est avancé au grade de Chevalier Grand-Croix de l'Ordre du Bain le 30 juillet 1886. Il est commandant en chef à Plymouth en mai 1887 et après avoir été promu amiral de la flotte le 15 décembre 1888, il prend sa retraite en août 1892. Il meurt chez lui, Fulmer Place, à Fulmer dans le Buckinghamshire le 4 mai 1916.

## Famille
En 1876, Hay épouse Christina Lambert, la plus jeune fille de Nathaniel Grace Lambert, député du Buckinghamshire, qui représente cette circonscription en tant que libéral de 1868 à 1874; leur fille Minnie Christine Brenda Hay épouse Lord Aberdour .

## Sources
- Tony Heathcote, The British Admirals of the Fleet 1734 – 1995, Pen & Sword Ltd, 2002 (ISBN 0-85052-835-6)
- Historique de carrière de William Loney RN